# فيليب كير
فيليب كير (بالإنجليزية: Philip Kerr)‏ هو كاتب وكاتب للأطفال بريطاني، ولد في 22 فبراير 1956 في إدنبرة في المملكة المتحدة، وتوفي في 23 مارس 2018 في لندن في المملكة المتحدة بسبب سرطان.

## وصلات خارجية
- الموقع الرسمي
- فيليب كير على موقع IMDb (الإنجليزية)
- فيليب كير على موقع مونزينجر (الألمانية)
- فيليب كير على موقع ميوزك برينز (الإنجليزية)
- فيليب كير على موقع ديسكوغز (الإنجليزية)